# Educació a l'antiga Roma

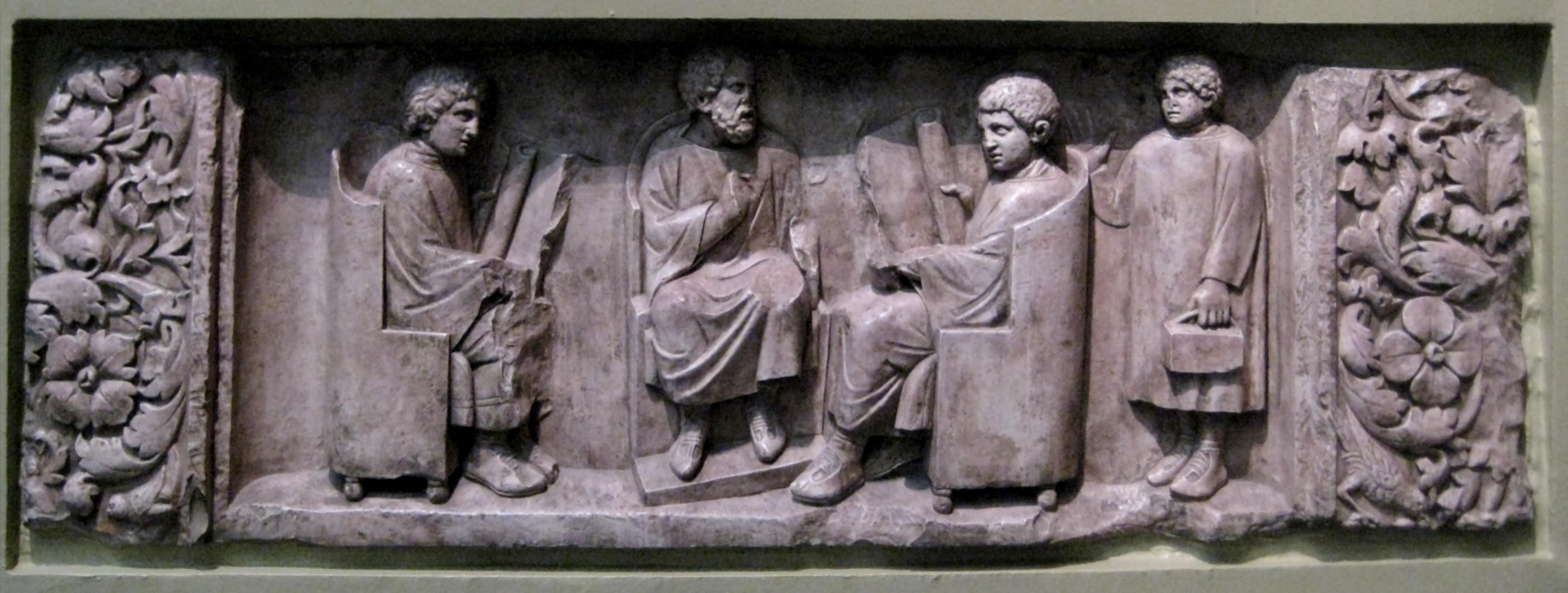
Relleu que representa un mestre amb tres deixebles (ca. 180-185 d. C.)

L'educació a l'antiga Roma, des dels últims segles de la República Romana, era un mecanisme vinculat a l'elit social, que proporcionava als seus fills una educació a la manera grega. El paedagogus (paraula grega de la qual deriva l'actual pedagog) era l'esclau que conduïa el nen a la schola (escola).
En el primer ensenyament, el nutritor o ptropheus era el responsable d'ensenyar al nen a llegir i de la seva educació fins a la pubertat. Havia de dirigir al seu pare cridant-li domini (senyor).
La schola estava regida pel calendari religiós; les classes es donaven als matins i era mixta fins als dotze anys. Un grammaticus era el responsable d'ensenyar als nens els autors clàssics i la mitologia; mentre que a les nenes, considerades adultes als catorze anys (domina en llatí, kyria en grec), podien tenir un preceptor que li ensenyés els clàssics.
La següent etapa de l'educació tenia lloc al gymnasium o palaestra. A Orient, les principals matèries eren la llengua grega, les obres d'Homer, retòrica, filosofia, música i esport. En canvi, a Occident, s'ensenyava a més llatí, en detriment de la música i l'esport. Als setze o disset anys, hi havia una bifurcació en el camí dels joves, que havien de decidir-se per l'exèrcit o els estudis.

## Escriptura
Mentre que l'epigrafia pública es tallava en pedra o fixava als monuments amb lletres de bronze, o es traçava mitjançant incisions en plaques de plom; l'escriptura de tota mena de documents es realitzava generalment amb tinta sobre papir (posteriorment sobre pergamí) en la redacció definitiva que desitjava conservar (en alguns casos, amb incisions sobre ivori). Les anotacions i comunicacions quotidianes i l'aprenentatge es realitzava amb incisions sobre fragments de ceràmica (el que els grecs anomenaven òstracon) o tauletes de cera servir un stilus (punxó).
Els rotllos eren la forma habitual de recopilar els textos i conservar-los en les biblioteques; el format "llibre", amb pàgines, no es va imposar fins al començament de l'Edat Mitjana.

## Infants
La lactància i les primeres cures, eren consagrades a una mestressa de criança, mestressa de llet o nodrissa, dona que alleta a un lactant que no és el seu fill, considerada pel nen com una segona mare. Les primeres joguines eren els sonalls (crepitacula).

## L'escola
La schola estava regida pel calendari religiós, les classes es donaven als matins i era mixta fins als dotze anys. Un grammaticus era el responsable d'ensenyar als nens els autors clàssics i la mitologia, mentre que a les nenes, considerades adultes als catorze anys (domina, Kyria), podien tenir un que li ensenyés els clàssics. L'educació tenia lloc al gymnasium o en la palaestra. En orient, les principals matèries eren Grec, Homer, Retòrica, Filosofia, Música i Esport. En canvi, a la meitat occidental, s'ensenyava a més llatí, en detriment de la música i l'esport. Als setze o disset anys, hi havia una bifurcació en el camí dels joves, que havien de decidir-se per l'exèrcit o els estudis (cursus honorum).

## L'edat
La majoria d'edat s'aconseguia en vestir la toga viril, decisió que depenia del tutor o del pare. Que el fill formés una família (pater familias) era només possible després de la mort del seu pare, sent condemnats a mort pel pare si incomplien aquesta norma. Mentrestant, els seus fills rebien un petit salari (peculium) i havien de respondre a la seva autoritat (pàtria potestas).

## Evolució històrica a l'antiga Roma
Els pares van ser els que van educar als fills en la Roma dels primers temps. Els costums, les creences i les llegendes anaven passant així familiarment d'unes generacions a unes altres. Generalment, era la mare (si sabia) la qual ensenyava a llegir, escriure i fer comptes. El pare procurava anar-li ensenyant les lleis i costums de tot bon ciutadà romà.
Amb l'expansió de Roma, sobretot en conquistar Grècia, es va fer necessari obrir nous camins en el món de l'educació. Així, les famílies que tenien mitjans van poder disposar del següent pla d'estudis per als seus fills:

## Sistema d'educació de tres graus (Ludus litterarius)
El ludus litterarius componia un sistema educatiu amb tres nivells d'ensenyament:
1. Les escoles a càrrec d'un ludi magister (mestre), que impartien l'educació elemental (Ludus Principalis).
2. Les escoles a càrrec d'un ludi grammaticus (gramàtic), que corresponien al denominat actualment ensenyament secundari (Ludus Grammaticus).
3. Les escoles a càrrec d'un ludi rhetor (retòric), establiments d'educació superior que iniciaven amb la retòrica i, seguien amb l'ensenyament del dret i de la filosofia, una mena d'universitat (Ludus Rhetoricae).

De petits podien tenir un mestre a casa (magister), que generalment era un esclau o llibert grec o bé anar a una escola portada per un esclau (paedagogus) que després també els repassava les lliçons a casa.
A la primera etapa educativa, el nen aprenia amb un mestre (magister ludi, litterator i calculator) a llegir, escriure i fer comptes. La disciplina era severa, però els nens jugaven amb lletres de fusta o ivori i amb elles aprenien a llegir i a escriure. Per això a aquesta escola li diuen «joc» (ludus) i el mestre era magister ludi. L'escola se situava en una petita cambra (taverna, pergula), en una cabana o al jardí (segons el temps i les possibilitats). El mestre tenia una cadira (cathedra) o un tamboret (segella). Els nens s'asseien en escons (subsellia).
Els instruments de treball eren unes taules encerades (tabulae, cerae) en què grataven amb punxons (stilus) que d'una banda eren punxeguts i per un altre acabaven en una espàtula amb la qual s'allisava la cera i així quedava llista per tornar a escriure en ella (stilum vertere).
La segona etapa podia ser privada o pública. El professor era el grammaticus que ensenyava a entendre i comentar els textos literaris. Comentant els textos clàssics, els nens aprenien de tot: geografia, història, física, religió, etc. Amb el temps, la grammatica començaria a ser també estudi sobre la llengua que parlaven i aquesta innovació acabaria eliminant el primitiu concepte de grammatica.
La tercera etapa preparava en l'eloqüència al futur polític romà. El professor era el rhetor (mestre d'oratòria). Quintilià, per exemple, va escriure moltes notes pedagògiques de com formar a l'orador. Entre els exercicis freqüents estava la realització de judicis ficticis en els quals uns alumnes acusaven i altres defensaven.

## Els professors
Les escoles romanes es trobaven en els pòrtics del Fòrum romà i els seus professors eren mal pagats pels pares dels alumnes. Això il·lustra una de les diferències centrals entre grecs i romans i la seva visió sobre l'educació: En els grecs l'educació era un fi en si mateix. Els romans, per la seva banda, eren més pràctics del que ensenyaven als seus fills. Per a ells, una àrea d'estudi era bona només si serveix a un propòsit més alt o extrem determinat.